# Takumu Furuya
Takumu Furuya (12 de marzo de 1997) es un deportista de Japón que compite en atletismo. Ganó una medalla de bronce en el Campeonato Mundial de Atletismo Sub-20 de 2016, en la prueba de 110 m vallas.